# حبيل الزغرور (حبيل جبر)

تعديل مصدري - تعديل

حبيل الزغرور هي إحدى قرى عزلة حبيل جبر بمديرية حبيل جبر التابعة لمحافظة لحج، بلغ تعداد سكانها 262 نسمة حسب تعداد اليمن لعام 2004.